# Sangkan Gunung
Sangkan Gunung is een bestuurslaag in het regentschap Karangasem van de provincie Bali, Indonesië. Sangkan Gunung telt 6938 inwoners (volkstelling 2010).